# (19299) 1996 SZ4
(19299) 1996 SZ4 est un objet transneptunien du groupe des plutinos.

## Caractéristiques
(19299) 1996 SZ4 mesure environ 120 km de diamètre.

## Orbite
L'orbite de 1996 SZ4 possède un demi-grand axe de 39,906 ua et une période orbitale d'environ 252 ans. Son périhélie l'amène à 29,373 ua du Soleil et son aphélie l'en éloigne de 50,439 ua. Il s'agit d'un plutino.

## Découverte
1996 SZ4 a été découvert le 16 septembre 1996.